# Altajszkojei járás
Az Altajszkojei járás (oroszul Алтайский район) Oroszország egyik járása az Altaji határterületen. Székhelye Altajszkoje.

Az Altajszkojei járás az Altaji határterületen

## Népesség
- 1989-ben 26 287 lakosa volt.
- 2002-ben 26 984 lakosa volt, melyből 25 386 orosz, 856 német, 266 ukrán, 82 altaj, 62 fehérorosz, 50 tatár, 47 örmény, 26 kazah stb.
- 2010-ben 25 644 lakosa volt.